# Al Hussein Irbid
Maillots
Dernière mise à jour : 6 octobre 2024.
Le Al Hussein Irbid Sport Club (en arabe : نادي الحسين إربد الرياضي), plus couramment abrégé en Al Hussein, est un club jordanien de football fondé en 1964 et basé dans la ville d'Irbid.

## Palmarès
| Compétitions nationales |
| --- |
| - Championnat de Jordanie (2) : - Champion : 2024 et 2025 - Coupe de Jordanie : - Finaliste : 1988, 1991, 2001, 2002, 2003, 2024. - Supercoupe de Jordanie (2) : - Vainqueur : 2003 et 2024. - Finaliste : 2002 et 2004. |